# Visconde de Nevogilde
Visconde de Nevogilde é um título nobiliárquico criado por D. Carlos I de Portugal, por Decreto de 20 de Março de 1907, em favor de Claudino Correia Lousada, depois 1.º Conde de Nevogilde.
Titulares
1. Claudino Correia Lousada, 1.º Visconde e 1.º Conde de Nevogilde.